# جولي بارسونز
جولي بارسونز (بالإنجليزية: Julie Parsons)‏ هي منتجة راديو ‏ أيرلندية، ولدت في 1951 في أوكلاند في نيوزيلندا.